# Trionymus subterraneus
Trionymus subterraneus är en insektsart som först beskrevs av Robert Newstead 1893.  Trionymus subterraneus ingår i släktet Trionymus och familjen ullsköldlöss. Arten är reproducerande i Sverige. Inga underarter finns listade i Catalogue of Life.